# NGC 102
NGC 102 là một thiên hà dạng hạt đậu được ước tính cách khoảng 330 triệu năm ánh sáng trong chòm sao Kình Ngư. Nó được phát hiện bởi Francis Leavenworth vào năm 1886 và cấp sao biểu kiến của nó là 14.